# ゾイドフィギュアコレクション
ゾイドフィギュアコレクションとは、トミー（現タカラトミー）の『ゾイド』シリーズの玩具の一つ。

## 特徴
1999年に再開したゾイド新シリーズで発売されたもので、軟質ソフトビニール人形で統一されているのが特徴。
各商品とも同時期のバンダイのウルトラ怪獣シリーズなどの怪獣ソフビとほぼ同サイズで構成されている。

## 商品展開
| ゾイドフィギュアコレクションのラインナップ一覧 | ゾイドフィギュアコレクションのラインナップ一覧 | ゾイドフィギュアコレクションのラインナップ一覧                                                               |
| 商品名                                         | 発売日                                         | 備考 |
| ---------------------------------------------- | ---------------------------------------------- | --- |
| ZFC-001ジーク（オーガノイド）                  | 2000年3月上旬                                  | バンのパートナーであるオーガノイドのソフビ化。手足と尾が可動。                                               |
| ZFC-002シールドライガー                        | 2000年3月上旬                                  | 新シリーズのカラーで登場。口の中が一体成型で埋まっている。手足が可動。                                       |
| ZFC-003セイバータイガー                        | 2000年3月上旬                                  | シールドライガーと同様の可動範囲で、背部砲塔が本体に密接して可動不可。                                       |
| ZFC-004ゴジュラス                              | 2000年3月上旬                                  | 新シリーズの電動キットよりも白みが強い色合いで、首、手足が可動。                                             |
| ZFC-005デスザウラー                            | 2000年3月上旬                                  | 手足と尾が可動。なぜか頭部が赤ではなく、緑色の塗装になっている。                                             |
| ZFC-006レッドホーン                            | 2000年3月上旬                                  | 四肢と首が可動するが、背部砲塔は動かない。                                                                   |
| ZFC-007コマンドウルフアーバイン仕様            | 2000年3月上旬                                  | アニメの主人公バンの仲間、アーバイン専用のコマンドウルフの立体化。 手足は動くが、背部砲塔は無可動。          |
| ZFC-008シャドー(オーガノイド)                  | 2000年3月上旬                                  | バンのライバルレイヴンのオ―ガノイドもソフビ化。ジークのソフビに修正を加え、背部翼も追加。                    |
| ZFC-009ブレードライガー                        | -                                              | シールドライガーと同様の手足可動だが、特徴であるレーザーブレードは本体と一体成型で接しており、展開できない。 |
| ZFC-010ジェノザウラー                          | -                                              | 手足と背部パルスレーザーが回転するが、砲身部は一体成型になっている。                                         |
| ZFC-011ディバイソン                            | -                                              | クラッシャーホーン部が軟質パーツで四肢も可動。                                                               |
| ZFC-012アンビエント(オーガノイド)              | -                                              | |